# Adobe Character Animator
Adobe Character Animator — это награждённый премией «Эмми» программный продукт для настольных ПК, который сочетает в себе захват движения в реальном времени с системой многодорожечной записи для управления многослойными 2D-персонажами, нарисованными в Photoshop или Illustrator. Оно автоматически устанавливается вместе с Adobe After Effects CC 2015—2017, а также доступен как отдельное приложение, которое можно загрузить отдельно в рамках подписки на все приложения Creative Cloud Он используется для создания как живой, так и неживой анимации.